# Dynamic Delegation Discovery System
Dynamic Delegation Discovery System (DDDS) je způsob uložení dat (adres) používaný v systému ENUM. Záznamy uložené v DDDS obsahují informaci o tom, jak telefonní číslo E.164 převedené na název domény následovně převést na číslo (resp. adresu) libovolného VoIP operátora. Systém DDDS v podstatě vychází (a navazuje na něj) z mechanismu DNS používaného pro převod názvu domény na IP adresu.
DDDS je definován ve skupině RFC 3401, RFC 3402, RFC 3403, RFC 3404 a RFC 3405.